# 芳賀薫
芳賀　薫（はが　かおる、1973年 - ）は、日本のCMディレクター。
1973年東京都出身。1997年武蔵野美術大学映像学科を卒業し、ピラミッドフィルム企画演出部入社。2004年、小島淳平、細野ひで晃らとTHE DIRECTORS GUILDを設立。

## CM
- 日産自動車 CUBE
- トヨタ自動車 passo
- Vodafone（出演:伊東美咲、岡田准一）
- NTT東日本 フレッツ光「複数番号」「告白」「広がる暮らし」篇（出演:中居正広）
- NTT東日本 フレッツ光「光×マンションタイプ」篇（出演:稲垣吾郎）
- NTT東日本 フレッツ光「光×プロバイダ」篇（出演:香取慎吾）
- 日本ビクター Everio 「Shoes」篇 （2005年）
- 日本ビクター Everio 「リュック」篇 （2005年）
- ニラク ニラクマンデー 「Soul two soul」篇 （2005年）
- ソニー銀行 SONYBANK 「福沢諭吉」篇 （2006年）
- イエローハット 冬キャンペーン 「ドライブ」篇 （2007年）
- 出光興産 企業ウルトラ出光人 「未来家族 アグリバイオ」篇 （2008年）
- リクルート カーセンサー 「保健室のカー先生、その２」篇 （2008年）

ほか

## PV
- 奥田民生「海の中へ」
- 平井堅「POP STAR」
- 岡村靖幸「モンシロ」
- LOONIE「春ウララ ルララ」
- L'Arc〜en〜Ciel「Hurry Xmas」
- 大塚愛「ゾッ婚ディション」

## 主な受賞
- 2001 ニューヨークフィルムフェスティバル ブロンズ「日産CUBE」
- 2001 ACC賞「日産CUBE」
- 2006 ACCシルバー「ラチェット&クランク3」
- SPACE SHOWER Music Video Award '06
  - MV MALE VIDEO WINNER 「海の中へ」
  - MV POP VIDEO WINNER 「POP STAR」